# Federação Real Marroquina de Voleibol
A Federação Real Marroquina de Voleibol  (em francêsːFédération royale marocaine de volley-ball, FRMVB) é  uma organização fundada em 1959 que governa a pratica de voleibol em Marrocos, sendo membro da Federação Internacional de Voleibol e da Confederação Africana de Voleibol, a entidade é responsável por  organizar  os campeonatos nacionais de  voleibol masculino e feminino no país.